# 本乗寺 (富津市)
本乗寺（ほんじょうじ）は、千葉県富津市に所在する日蓮正宗の寺院。山号は永豊山（えいほうさん）。

## 起源と歴史
- 1450年（宝徳2年） - 保田妙本寺住職日永師の弟子である花光坊日会師により建立される。
- 1957年（昭和32年）4月7日 - 保田妙本寺・末寺4ケ寺である顕徳寺・本乗寺・本顕寺・遠本寺帰一奉告法要が行われる。
- 1995年（平成7年）5月4日 - 保田妙本寺と顕徳寺、遠本寺は日蓮正宗を離脱するが本乗寺は残留する。

## 所在地
- 千葉県富津市加藤448

## 寺院周辺
- 富津市立天羽中学校
- 富津市立湊小学校
- 湊郵便局

## 交通アクセス
- 館山自動車道富津中央インターチェンジから車で10分
- 内房線上総湊駅から車で10分